# Актив
Актив в икономическата теория означава „нещо, което носи ползи на притежателя си“. В счетоводната теория и общата рамка на МСФО, МСФОМСП се дава следното определение: „Актив – ресурс, контролиран от предприятието в резултат на минали събития, от който се очаква бъдеща икономическа изгода“. За нуждите на предприятията активите се делят на дълготрайни (нетекущи) и краткотрайни (текущи).

## Класификация на активите
| Вид актив    | Текущи (краткотрайни) активи                                                                  | Нетекущи (дълготрайни) активи |  |
| ------------ | --------------------------------------------------------------------------------------------- | --- |  |
| Материални   | Суровини и материали, стоки, продукция, незавършено производство                              | Земи, сгради, транспортни средства, машини, производствено оборудване, компютри, стопански инвентар |  |
| Нематериални | Няма, признават се за текущ разход                                                            | Програмни продукти, търговски марки, патенти, лицензи, клиентски бази данни (ако са закупени или придобити при бизнес комбинация) и други права на индустриална или интелектуална собственост                                                                         |  |
| Финансови    | Пари и парични еквиваленти, търговски и други вземания Финансови активи, държани за търгуване | Инвестиции в дъщерни, асоциирани или съвместни предприятия; кредити и вземания (с падеж над 1 г.) Инвестиции, държани до падеж (дългови инструменти с падеж над 1 г., котирани на активен пазар) Финансови активи на разположение за продажба; други финансови активи |  |

## Признаване и оценяване на активите
В България оценка на активите се изготвят от счетоводители или от оценителски асоциации, като Асоциацията на вещите лица и експертите и Асоциацията на българските оценители. За да бъде признат първоначално един ресурс (средство) като актив, трябва да отговаря на следните изисквания съгласно §89 на Общите положения за изготвяне и представяне на финансови отчети:
- вероятност за получаване на бъдеща икономическа изгода за предприятието и
- стойност, която може да бъде надеждно оценена.

При признаването на активите действа основният принцип за предпазливост. Активите най-общо се признават при прехвърляне на рисковете и изгодите от тях. Например, при покупка на стока тя се признава за актив при купувача, едва когато има достатъчно сигурност, че рисковете от погиването на стоката са прехвърлени на купувача, както и ползите.
Първоначалната оценка (историческа стойност) на повечето активи е цената на придобиване, включваща покупната стойност (без възстановими данъци и търговски отстъпки или рабати) плюс преките разходи по придобиването. Създадените в предприятието активи се оценяват първоначално по себестойност, включваща преките производствени разходи и дял общопроизводствени разходи. В себестойността поначало не се включват административни разходи или разходи за продажби съгласно Международен счетоводен стандарт №2 – Материални запаси.
Изключенията са следните:
- финансовите активи се оценяват първоначално по справедлива стойност плюс преките разходи по сделката (с изключение на финансовите активи, отчитани по справедлива стойност в печалбата или загубата, за които преките разходи по сделката се отчитат като текущи разходи) (§43, МСС №39 – Финансови инструменти: признаване и оценяване);
- биологичните активи и селскостопанската продукция — по справедлива стойност, намалена с разходите за продажба (ако справедливата стойност може да бъде надеждно определена) (§12, МСС №41 – Земеделие);
- активи, придобити при бизнес комбинация – по справедлива стойност (§36, МСФО №3 – Бизнес комбинации);
- непарични активи, предоставени безвъзмездно от държавата – по справедлива стойност или номинална стойност (§23, МСС №20 – Счетоводно отчитане на безвъзмездни средства, предоставени от държавата, и оповестяване на държавна помощ);
- активи при лизингополучателя – по по-ниската от двете оценки: справедлива стойност или настояща стойност на минималните лизингови плащания (§20, МСС №17 – Лизинг);
- цената на придобиване на положителната търговска репутация е разликата между по-високата цена на придобиване на бизнес комбинацията и дела на придобиващия в справедливите стойности на придобитите разграничими нетни активи на придобитото предприятия или дейности (§51 (б), МСФО №3 – Бизнес комбинации).

## Последваща оценка на активите
Последващата оценка е оценката, по която се посочва в баланса (отчета за финансовото състояние) даден актив след първоначалното признаване – балансова стойност. Балансовата стойност може да бъде:
- за имоти, машини, съоръжения, нематериални активи и инвестиционни имоти, отчитани по модела на цената на придобиване съгласно МСС №16, №38 и №40 – историческата стойност, намалена с натрупана амортизация и евентуални загуби от обезценка;
- за имоти, машини, съоръжения, нематериални активи и инвестиционни имоти, отчитани по модела на преоценената стойност (респ. модела на справедливата стойност) съгласно МСС №16, №38 и №40 – справедлива стойност (намалена с натрупана последваща амортизация и евентуални загуби от обезценка);
- за материални запаси, в т.ч. и селскостопанска продукция, съгласно МСС №2 – по-ниската от двете оценки: цена на придобиване (себестойност) или нетна реализуема стойност;
- нетекущи активи, държани за продажба, съгласно МСФО №5 – по-ниската от двете оценки: балансова стойност или справедлива стойност, намалена с разходите за продажба;
- инвестиции в дъщерни, асоциирани и съвместни предприятия в индивидуалния финансов отчет на инвестиращото предприятие съгласно МСС №27 – цена на придобиване (себестойност) или справедлива стойност (като финансов акти по реда на МСС №39);
- биологични активи съгласно МСС №41 – справедлива стойност, намалена с разходите за продажба (ако справедливата стойност може да бъде надеждно оценена);
- финансови активи съгласно МСС №39 – справедлива стойност, амортизирана стойност или цена на придобиване (себестойност);
- инвестиции в асоциирани предприятия в консолидирания финансов отчет съгласно МСС №28 – оценка, определена по метода на собствения капитал.

Последващата оценка на някои активи може да бъде намалена с евентуална загуба от обезценка.
Обезценка се извършва само при наличие на признак (индикация, обстоятелство) за обезценка. На обезценяване подлежат и активи, които се преоценяват по справедлива стойност (с изключение на финансовите активи, отчитани по справедлива стойност в печалбата или загубата; инвестиционни имоти, отчитани по модела на справедливата стойност; биологични активи, отчитани по справедлива стойност, намалена с разходите за продажба – те не се обезценяват). Обзценката на активи се третира основно в следните стандарти: МСС №36 – Обезценка на активи, МСС №2 – Материални запаси и МСС №39 – Финансови инструменти: признаване и оценяване.
На обезценка по реда на МСС №36 подлежат: имоти, машини и съоръжения (ДМА); нематериални активи; инвестиционни имоти, отчитани по модела на цената на придобиване, положителна търговска репутация; инвестиции в дъщерни, асоциирани и съвместни предприятия; нетекущи биологични активи, отчитани по себестойност, тъй като справедливата им стойност не може да бъде надеждно оценена.
На обезценка по реда на МСС №2 подлежат материалните запаси, вкл. и селскостопанската продукция.
По реда на МСС №39 се обезценяват финансовите активи, вкл. търговските вземания.